# Tomáš Skuhravý
Tomáš Skuhravý, né le 7 septembre 1965 à Přerov nad Labem (Tchécoslovaquie), est un footballeur tchèque, qui évoluait au poste d'attaquant au Sparta Prague et en équipe de Tchécoslovaquie puis en équipe de République tchèque.
Skuhravý a marqué dix-sept buts lors de ses quarante neuf sélections avec l'équipe de Tchécoslovaquie et l'équipe de République tchèque entre 1985 et 1995.

## Biographie
Attaquant de grande taille (1,93 m), il jouait pour le Sparta Prague et l'Équipe de Tchécoslovaquie avec laquelle il a inscrit 5 buts lors de la Coupe du monde 1990 en Italie.
Après la Coupe du monde, il porta les couleurs du Genoa et du Sporting Portugal.

## Palmarès

### En équipe nationale
- 49 sélections et 17 buts avec l'équipe de Tchécoslovaquie et l'équipe de République tchèque entre 1985 et 1995.
- Quart de finaliste à la coupe du monde 1990 (5 matchs, 5 buts).

### Avec le Sparta Prague
- Vainqueur du Championnat de Tchécoslovaquie en 1984, 1987, 1988, 1989 et 1990.
- Vainqueur de la Coupe de Tchécoslovaquie en 1984, 1988 et 1989.